# Tulkou Tenzin Pema
Tulkou Tenzin Pema aussi appelé Bhakha Tulkou Rinpoché et Bhakha Tulkou Pema Tenzing (né en 1944) est la 10e incarnation de la lignée Bhakha Tulkou de Bhakha Gompa (située dans la région de Powo au sud-est du Tibet, à l'entrée de Pemakö) et une incarnation de Pema Lingpa. Il est un disciple de Garwang Sangye Dorje, Dudjom Rinpoché et de Chatral Rinpoché.

## Biographie
Bakha Tulkou Rinpoché est né en 1944 au Tibet. À un jeune âge, il a été reconnu par Jamyang Khyentse Chökyi Lodrö, le 16e Karmapa et Dudjom Rinpoché,  comme la 10e incarnation de la lignée Bhakha Tulkou.
Bhakha Gompa, le monastère d'origine de Bhakha Tulkou Rinpoché, est situé à Powo, autrefois un royaume indépendant dans le sud du Tibet.
Bhakha Tulku Rinpoché explique les origines de l'emplacement du monastère : « Au VIIe siècle, l'empereur du Tibet Songtsen Gampo envoya son ministre le plus digne de confiance pour escorter son épouse chinoise de la cour de la dynastie Tang. Ils sont tombés amoureux et le ministre a conspiré pour prendre le chemin le plus détourné possible vers Lhassa. En entrant dans la vallée de Powo, la princesse a donné naissance à leur enfant mort-né et a consulté des textes géomantiques pour déterminer le lieu de sépulture le plus propice. Des siècles plus tard, le monastère de Bhakha (cimetière) a été construit sur le site de la tombe. »
Selon Ian Baker Bhakha Gompa est l'un des principaux monastères de Powo. Il est situé sur un promontoire sur la rive sud de la rivière Po Tsang, entouré de pics enneigés scintillants et de forêts luxuriantes. Des bancs de sable s'étendent dans une section large et paisible du Po Tsangpo. Là où la rivière se rétrécit à nouveau en rapides féroces, un pont suspendu en bois orné de drapeaux de prière colorés relie le monastère à la rive nord et à la route de Sichuan à Lhassa.
La lignée d'incarnation de Bhakha Tulkous a de nombreux liens avec le Bhoutan et les Bhakha Tulkous ont été reconnus ainsi que l'incarnation de Pema Lingpa - l'une des figures les plus vénérées de la tradition bouddhiste tibétaine au Bhoutan. Le siège de Bhakha Tulkou Rinpoché au Bhoutan est le Tamshing Gonpa dans la vallée de Bumthang.
Bhakha Tulku Rinpoché a également été reconnu comme une incarnation de Tertön Dorje Lingpa et une émanation de l'érudit et traducteur du VIIIe siècle Vairotsana.

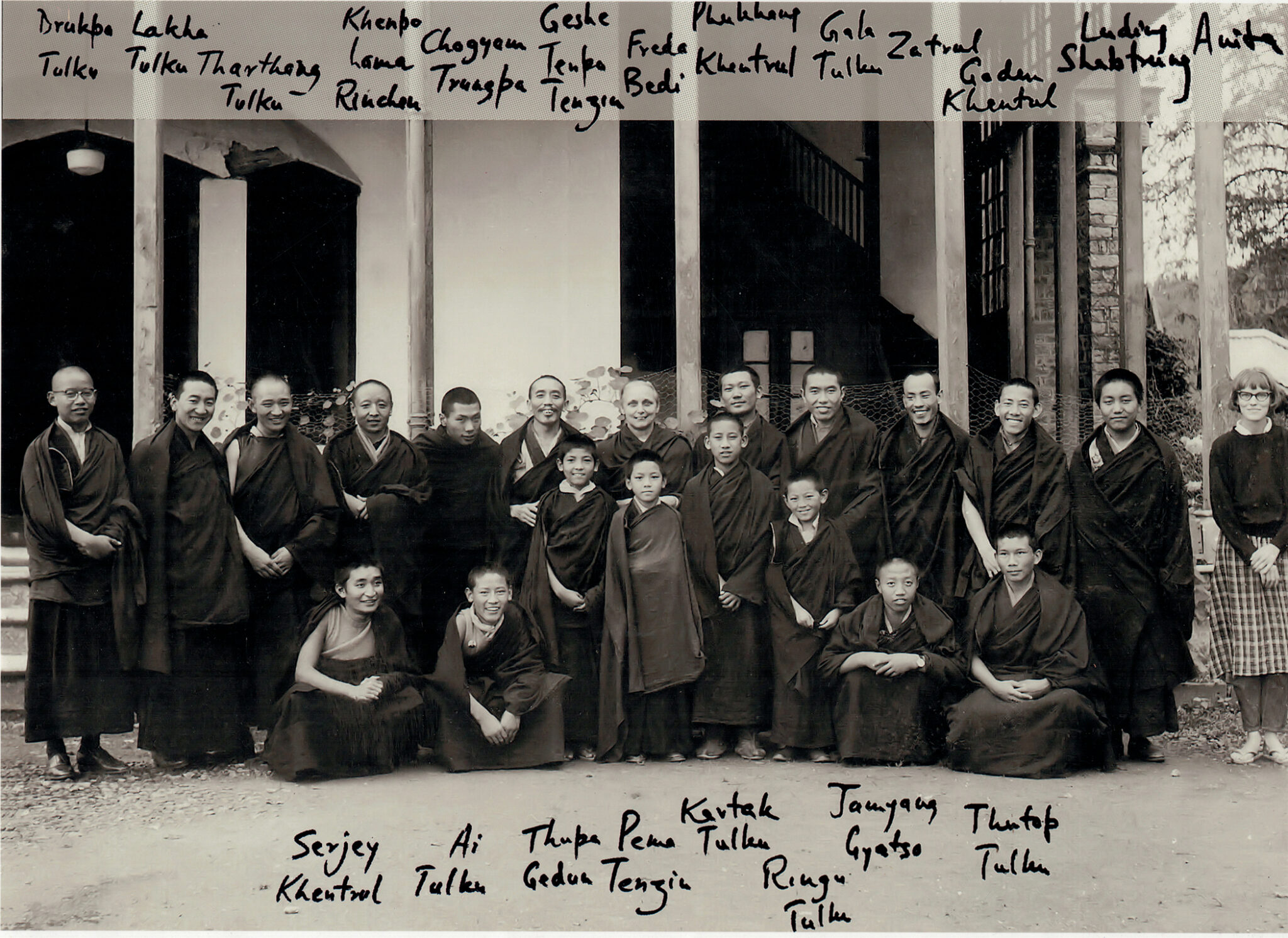
Debout, devant Freda Bedi, Tulkou Tenzin Pema à l'école des jeunes lamas, Dalhousie, Inde 1960

À l'âge de neuf ans, Bhakha Tulkou Rinpoché a commencé une retraite de méditation solitaire de trois ans à Powo sous la tutelle de Garwang Sangye Dorje.
Un mois après avoir terminé sa retraite, il entreprit un pèlerinage de six mois à travers Pemakö. Medow était autrefois le siège d'un monastère Nyingma appelé Tambo Gompa. Bhakha Tulku Rinpoché y a passé trois mois lors de son pèlerinage à Pemakö en 1956. Les Monpas locaux l'ont exhorté à rester et ont offert à sa famille des rizières et du bétail. Avec une prémonition de ce qui allait bientôt arriver au Tibet, Bhakha Tulku Rinpoché insista pour rester à Pemakö, disant à sa mère : « Si nous quittons cet endroit, nous ne nous reverrons plus jamais. » Sur l'insistance de son tuteur, ils ont quitté Pemakö par le col de Doshung-La. Le père de Bhakha Tulkou Rinpoché les a rencontrés de l'autre côté du col avec des chevaux et des mulets pour la poursuite du voyage vers Lhassa.
Les enseignements de Pema Lingpa s'étaient répandus dans tout Pemakö dans les années 1700, et en tant qu'émanation principale de ce tertön, Bhakka Tulkou Rinpoché était responsable des nombreux temples de Pemakö dédiés à la lignée Pema Lingpa.
L'oncle de Bhakha Tulkou Rinpoché avait voyagé à travers la Chine avec Jedrung Trakpa Gyaltsen — la réincarnation de Jedrung Trinlé Jampa Jungné — et avait été témoin des prémices d'un bouleversement culturel majeur. À son retour, il a exhorté les membres de sa famille à se réinstaller dans les vallées isolées du bas Pemakö. Avec un tuteur, deux moines assistants, sa mère, deux jeunes frères et trois autres familles et leurs serviteurs, Bhakha Tulkou a traversé le col de Dashing-La depuis Powo. Son père était parti en expédition commerciale au Kham et son frère aîné était allé étudier à Pékin.
Lorsque Bhakha Tulkou et les membres de sa famille arrivèrent à Chimdro, ils restèrent un mois en tant qu'invités de Jedrung. Ensuite, il s'est rendu à Kundu Dorsempotrang et, au cours des mois suivants, à Rinchenpung et dans la basse vallée de Tsangpo, à la recherche d'un endroit où ils pourraient s'installer.
À Medok, les plans ont brusquement changé lorsque Bhakha Tulkou a reçu des instructions de Dudjom Rinpoché selon lesquelles il devait commencer un programme d'études rigoureux au monastère de Mindroling, au Tibet. Après que Bhakha Tulkou Rinpoché soit entré à Mindroling, sa mère et son père sont retournés à Powo. Des combats avec les Chinois éclatent en 1958. Son père dirige la résistance locale à Powo et commande une milice de 700 hommes. Son père, sa mère et d'autres membres de sa famille sont tous morts lors des événements politiques au Tibet.
En 1959, Bhakha Tulkou Rinpoché a fui l'Himalaya vers le Bhoutan avec son tuteur, puis vers l'Inde, où il a étudié plus tard à l'école pour jeunes tulkous de Dalhousie.
Bhakha Tulkou Rinpoché a servi Dudjom Rinpoché pendant 7 ans en tant que préposé et secrétaire, et a reçu de lui toute la lignée Dudjom Tersar, le Rinchen Terdzö, les treize cycles de Pema Lingpa et d'autres enseignements.
Bhakha Tulku Rinpoché a également reçu de nombreux enseignements de Chatral Rinpoché, Dilgo Khyentsé Rinpoché, Dodrupchen Rinpoché, Pénor Rinpoché, Garwang Sangye Dorje, Pulung Sangye Dorje et Tamshing Lama Phuntsok, principal détenteur au Bhoutan de la lignée Pema Lingpa, qui lui a transmis les treize cycles de Pema Lingpa.
Bhakha Tulku Rinpoché détient également la lignée Dzogchen de la tradition Namchö, le Longchen Nyingtik et le Chetsün Nyingtik.
En Inde, en 1969, Bhakha Tulkou Rinpoché épousa Sonam, la fille de Jedrung, Thinley Jhampa Yungney, qui s'était installé à Tezu dans l'Arunachal Pradesh.
Parmi ses principaux élèves figure son neveu Tulkou Orgyen Phuntsok.
Bhakha Tulkou Rinpoché a enseigné en Inde, au Népal, au Bhoutan, au Tibet, à Taïwan et aux États-Unis, et est le fondateur de la Fondation Vairotsana aux États-Unis.